# Anatolischer Leopard

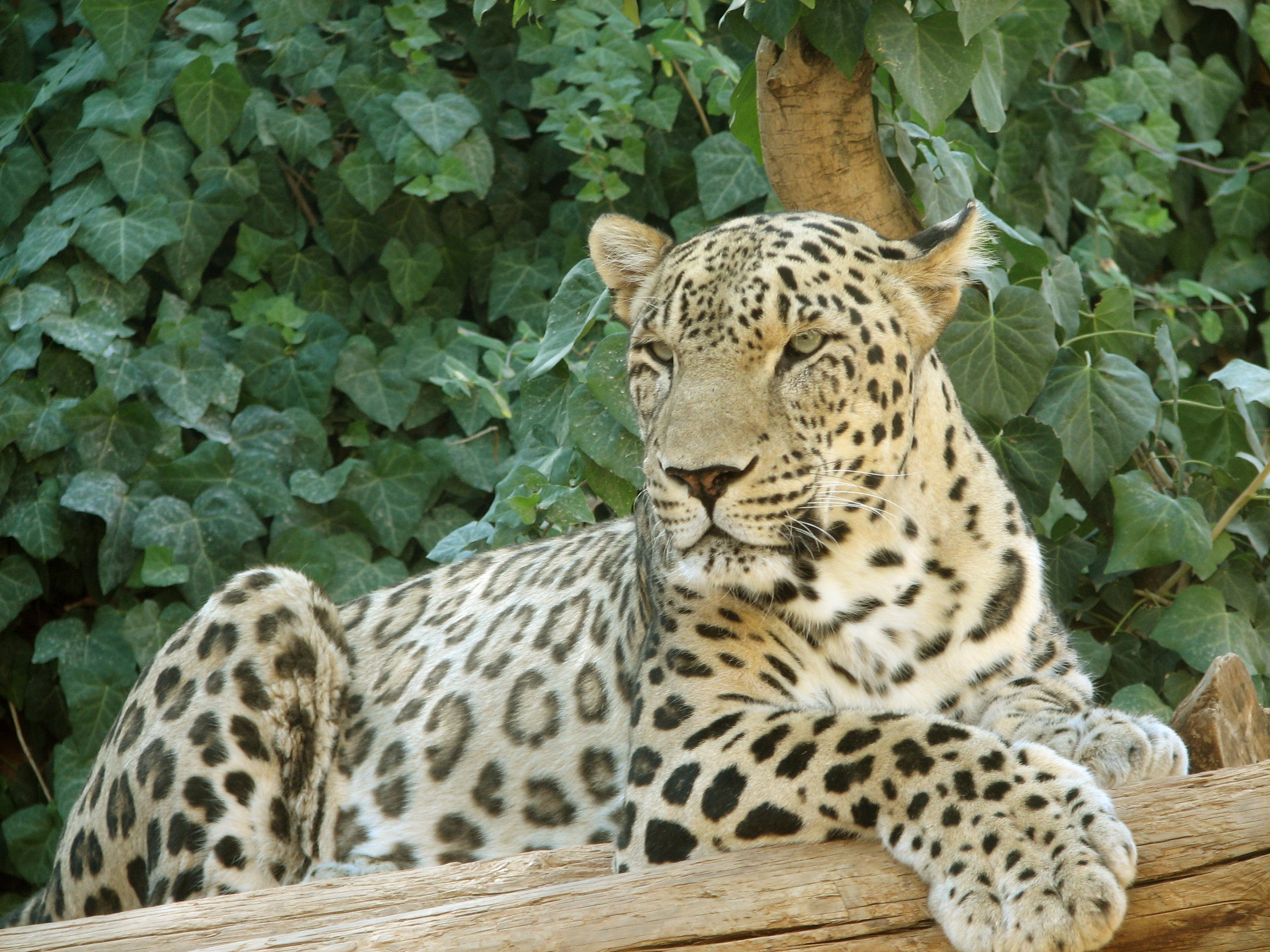
Ein ähnlich aussehender Persischer Leopard

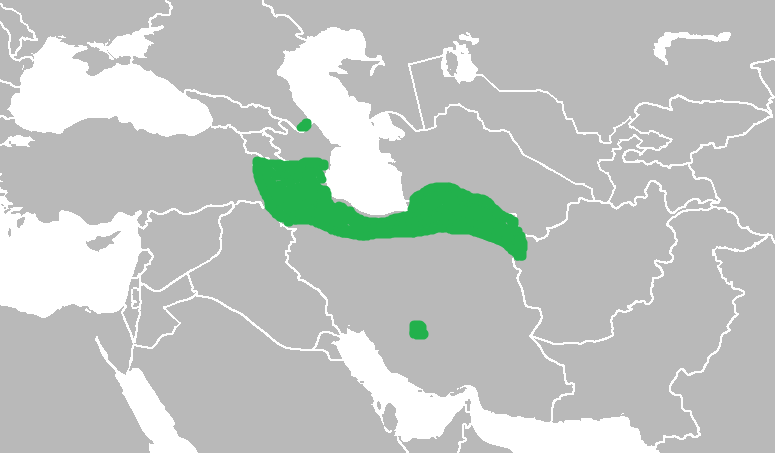
Verbreitungsgebiet

Der Anatolische Leopard (Panthera pardus tulliana), auch Kleinasiatischer Leopard, ist eine Unterart des Leoparden, die in der Türkei und im Südkaukasus vorkommt.

## Geschichte
Knochenfunde aus frühbronzezeitlichen und frühchalkolithischen Kontexten des Çukuriçi Höyük legen nahe, dass Leoparden schon vor über 6000 Jahren in Anatolien gejagt wurden. Auch bildliche Überlieferungen in Çatalhöyük legen dies nahe. Der anatolische Leopard wurde zuerst anhand eines Felles von Achille Valenciennes beschrieben. Dieser Leopard war im äußersten Westen Kleinasiens bei Izmir geschossen worden.
Lange war unklar, ob es überhaupt noch Exemplare des anatolischen Leoparden gibt, in den letzten Jahren gab es allerdings wieder Sichtungen. Im Mai 2022 veröffentlichten die Behörden ein 2021 aufgenommenes Foto eines anatolischen Leoparden. Am 28. November 2023 veröffentlichte das Ministerium für Land- und Forstwirtschaft Fotos eines mit einer Wildkamera Kamerafalle aufgenommenen Exemplars. In einem im Mai 2021 veröffentlichten Forschungsartikel wurden drei verschiedene Fotos aus den Jahren 2018 und 2019 veröffentlicht, von denen angenommen wird, dass es sich um dasselbe Tier handelt. Es war von einer auf dem Cudi Dağı in der Provinz Şırnak aufgestellten Kamerafalle abgelichtet worden. Im Mai 2024 nahm eine Wärmebildkamera in der Bergregion um den Cudi eine Situation auf, in der sich ein Anatolischer Leopard und eine Hyäne begegneten.

## Taxonomie
Die systematische Stellung des Anatolischen Leoparden ist noch nicht restlos geklärt. Bei der IUCN ist Panthera pardus tulliana derzeit ein Synonym von Panthera pardus ciscaucasica (Persischer Leopard). Die Form könnte aber auch eine eigene Unterart von Panthera pardus bilden.

## Merkmale
Der anatolische Leopard ist dem persischen Leoparden in Aussehen und Fellfärbung sehr ähnlich. Seine Kopf-Rumpf-Länge beträgt 100 bis 150 cm, die Schwanzlänge 60 bis 70 cm. Das Gewicht kann bis zu 90 kg betragen.

## Verbreitung und Lebensraum
Anfangs galt der Lebensraum als beschränkt auf den Westen der Türkei. Das ursprüngliche Verbreitungsgebiet des anatolischen Leoparden war aber wohl der ägäische Raum der Türkei, die Region um Adana, die Region des Euphrats, der Nordosten des Landes und die Berge südlich des Vansees. Im Februar 1965 erstach ʿAbdullah Qasim Maḥamid (arabisch عبدالله قاسم محاميد; hebräisch עַבְּדאללָה קָאסִם מַחָאמִיד, gestorben 1977), Hirte aus dem israelischen ʿArab alʿAramischah, im westgaliläischen Wadi Karkara des Nachal Betzet einen Leoparden mit seiner Linken, der ihn angefallen hatte und seinen rechten Unterarm bereits im Maul hielt, nachdem er das Raubtier beim Beutemachen in seiner Ziegenherde gestellt hatte. Das Männchen maß etwa zwei Meter in der Länge und wog etwa 120 Kilogramm, nachdem es kurz vorher den Bock der Herde gefressen hatte.
1974 wurde ein Leopard in Bağözü bei Beypazarı getötet, als er eine Frau angriff. 30 Jahre lang galt dies als letzte bestätigte Sichtung eines Leoparden. Da es seit den 1980er Jahren in dieser Region gar keine Sichtungen von Leoparden mehr gab, zweifelten Zoologen, ob es dort noch Leoparden gäbe. Sichtungsberichte aus der Region um Alanya im Südwesten der Türkei führten zu Vermutungen, dass es in den 1990er Jahren noch eine kleine Population zwischen Finike, Antalya und Alanya geben könnte. Frische Kotspuren wurden 1992 dann im Nationalpark Termessos gefunden. Untersuchungen und Befragungen Mitte der 2000er Jahre legten allerdings nahe, dass es zu diesem Zeitpunkt auch hier keine Exemplare mehr gab.
Während Untersuchungen in den Jahren 1993 bis 2002 fanden Zoologen Hinweise darauf, dass es in den höheren Waldgebieten und den alpinen Zonen des Pontischen Gebirges im nördlichen Anatolien noch Leoparden geben könnte, deren Unterart-Zugehörigkeit allerdings unbekannt ist. In dieser Region gehören zu den möglichen Beutetieren Huftiere, wie Hirsche, Gämse, Ziegen, Wildschweine, aber auch Feldhasen und Kaukasus-Birkhühner. Auch im georgischen Nationalpark Tuscheti soll es Exemplare geben.
2010 wurde ein Leopard in der Provinz Siirt getötet. Die erste Fotografie eines anatolischen Leoparden gelang im September 2013 mit einer Kamerafalle in der Provinz Trabzon am Schwarzen Meer. Im November 2013 wurde ein Leopard aus Selbstschutz in der Provinz Diyarbakır getötet. Eine DNA-Analyse ergab, dass es sich allerdings um einen persischen Leoparden handelte.
2023 teilte die türkische Naturschutzbehörde mehrere Aufnahmen vom anatolischen Leopard auf Youtube. Die Aufnahmen sind aktuell und stammen von unterschiedlichen Regionen der Türkei. Verschiedene Nachrichtenagenturen hatten bereits die Jahre zuvor Sichtungen auf Youtube geteilt. [1] Im September 2024 verbreitete die Naturschutzbehörde ein Video das Thermalkameraaufnahmen eines Leoparden in der westlichen Türkei zeigt; vorsichtshalber wurde die Gegend nicht genau angegeben, doch handelt es sich um einen Ort „im Inneren der Ägaisregion“.

## DerKaplanivon Samos
Im Naturgeschichtliche Museum der Ägäis auf Samos wird ein ausgestopfter Leopard ausgestellt, der in den 1870er Jahren auf der Insel geschossen wurde. Er wird als Kaplani (griechisch Καπλάνι) bezeichnet und es wird vermutet, dass der Leopard aus Kleinasien auf die Insel kam. Größe, Aussehen und Fellfarbe sind allerdings eher ungewöhnlich für einen Leoparden, dies könnte aber an dem unsachgemäßen Konservierungs- und Taxidermieprozess liegen. Die Geschichte des Leoparden inspirierte die griechische Autorin Alki Zei zu der Kindergeschichte „Wildkatze unter Glas“ (griechisch Το καπλάνι της βιτρίνας).
Das Tier lebte in einer Höhle und unternahm Jagden in der Umgebung auf das Vieh der Bauern und Schäfer. Die kamen auf die Idee, die Höhle mit schweren Steinen zu verschließen, sodass das Tier an Hunger und Durst sterben würde. Nach drei Monaten öffnete Gerasimos Gliarmis die Höhle und kletterte unbewaffnet hinein. Der Leopard hatte überlebt und griff den Dorfbewohner an. Gliarmis’ Bruder Nikolaos konnte seinem Bruder zu Hilfe eilen und tötete das Tier. Gerasimos Gliarmis war bei dem Angriff der Wildkatze schwer verletzt worden und starb wenig später an einer Infektion. Ob diese Geschichte der Wahrheit entspricht, ist allerdings unklar.